# KITANO
株式会社KITANO（きたの）は、徳島県小松島市田野町に本社を置くDVD-ROM、各種自動化機械の製造を行う会社。

## 概要
産業用機械・製造ラインの製造販売を手がけ、DVD製造装置を主力としている。2005年1月に機械製造の北野エンジニアリング、DVD-ROM製造のエーエムシーを合併した。
2006年10月にワールド創業者の畑崎広敏が第三者割当増資を引き受け過半数を有する筆頭株主となった。
製品には、特殊粉体を加えた氷のかけらを使い金属表面を洗浄・改質する「アイスブラスト装置」や広告ディスプレーや案内板に用いるLED導光板等がある。
2006年12月には、新たに新性能のフレキシブルプリント基板用の銅張積層板「KICREX」を開発し、新たな主力商品とする計画を発表している。
2007年2月に売り上げ減少による資金繰りの悪化などから経営破綻を迎えた。